# Torreó d'Albolote
El Torreó d'Albolote, o Torreó de Sierra Elvira és una torre de guaita situada al cim del Collado de los Pinos, a la Sierra Elvira, al municipi d'Albolote, província de Granada. Es tracta d'una torre nassarita del segle XIV, de planta circular i desenvolupament cilíndric. A la cara oest hi ha un calaix d'1,85 metres d'alçada i una finestra porta feta amb un arc de mig punt. A la cara sud, que mira a l'Alhambra, hi ha una altra finestra molt destruïda, encara que es veuen els brancals a la part esquerra. Segurament la torre estava buida només al seu terç superior, on hi ha les finestres, quedant els dos terços restants massissos. Aquesta talaia servia per comunicar a tota la Vega de Granada, inclosa la pròpia ciutat de Granada. És un punt de referència general per a moltes fortificacions granadines.
Té un diàmetre de 5,40 m i una alçada total de 9,50 m. Degut a la seva importància i l'àmplia zona que havia de vigilar, és més ampla i alta que les altres, i per aquest motiu és lleugerament atalussada. Possiblement és la torre més gran i millor conservada de la província.